# Hamburg-Ottensen
Ottensen ist ein Stadtteil Hamburgs im Bezirk Altona mit einer Fläche von 2,9 km² und einer Einwohnerzahl von rund 35.000. Er grenzt an die Stadtteile Altona-Altstadt, Altona-Nord, Bahrenfeld und Othmarschen. Mit seinem Ortsteil Neumühlen im Süden berührt er die Elbe gegenüber dem Containerterminal Waltershof.

## Anfänge der Besiedelung
Ottensen wurde erstmals 1310 als holsteinisches Kirchdorf Ottenhusen urkundlich erwähnt. Eine Gründung schon zur Zeit des fränkischen Reiches und zur selben Zeit wie die Hammaburg ist nicht belegt und dürfte bloße Legende sein. Ab 1390 war Ottensen Sitz des Landvogtes der schauenburgischen Grafschaft Pinneberg, der auch für die umliegenden Gemeinden Bahrenfeld, Othmarschen, Eidelstedt, Stellingen zuständig war.

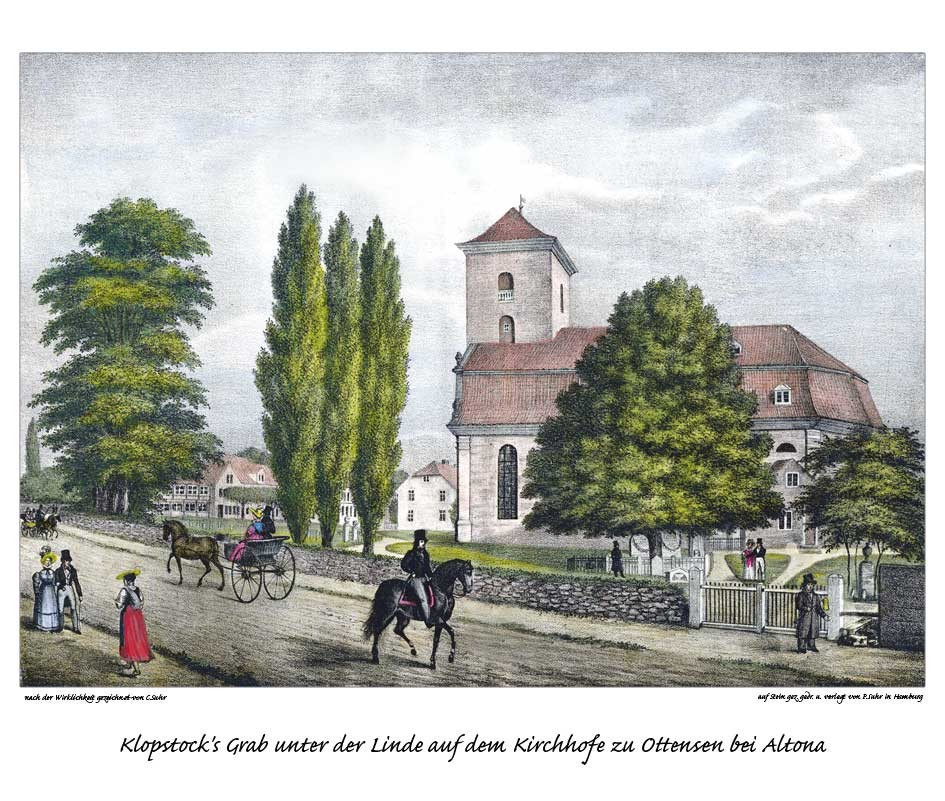
Klopstocks Grab unter der Linde bei der Christianskirche in Ottensen, Lithografie der Gebrüder Suhr

Zuständige Pfarrkirche für Ottensen, Altona, Bahrenfeld und Othmarschen war St. Petri in Hamburg. 1474 machte Graf Erich von Schauenburg den Hamburger Franziskanern des Maria-Magdalenen-Klosters am heutigen Adolphsplatz zu seinem Regierungsantritt einen Hof in Ottensen zum Geschenk, dessen Kapelle im Lauf der Zeit außer Klosterbrüdern auch der Bevölkerung als Andachtsstätte zur Verfügung gestanden haben mag. Ebenso nah liegt die Annahme, dass dort auch Bestattungen vorgenommen wurden, seit im Pestjahr 1537 mit tausenden Todesopfern sich der Hamburger Rat gezwungen sah, vor dem Millerntor einen neuen Armenfriedhof zu eröffnen, der mangels Akzeptanz der Bevölkerung jedoch alsbald wieder geschlossen wurde. Inzwischen hatte sich in Hamburg die Reformation durchgesetzt und das Maria-Magdalena-Kloster sich aufgelöst. Die Salvatoriskirche, zu der die Ottenser Kapelle 1547/48 erweitert wurde, und den für dieselbe Zeit als Pastor in Ottensen bezeugten Rumond Walther wird man deshalb ebenfalls bereits für lutherisch zu halten haben.
1528 hatte Ottensen bereits 500 Einwohner, während 1548 für Altona nur 5 Häuser belegt sind. 1567 siedelten sich niederländische Protestanten an, Flüchtlinge vor der spanisch-habsburgischen Gegenreformation.
Ottensen war lange Zeit ein Bauern- und Handwerkerdorf, das, nachdem der Landesherr Graf Otto von Schaumburg 1640 ohne Nachkommen verstorben war, 1647 mit der Grafschaft Holstein-Pinneberg als Lehen des Heiligen Römischen Reiches zum Herzogtum Holstein und damit unter die Herrschaft der dänischen Krone kam. Diese förderte aber das auf der Ottenser Flurmark entstandene Altona. Sie verlieh Altona 1664 Stadtrechte und sorgte nach der Einäscherung der Stadt durch schwedische Truppen im Jahr 1713 für Wiederaufbau und Ausbau durch den königlichen Oberpräsidenten Christian Detlev von Reventlow (1671–1738).
Noch bevor in Altona 1742 mit dem Bau der Hauptkirche Sankt Trinitatis begonnen wurde, ersetzte man in Ottensen von 1735 bis 1738 die Salvatoriskirche durch einen Neubau, die nach dem seit 1730 regierenden König Christian VI. (Dänemark und Norwegen) benannte Christianskirche.
Ottensens Bebauungsgrenzen waren bis Anfang des 19. Jh. etwa die heutigen Straßen Am Felde im Osten, Bergiusstraße im Norden, Große Brunnenstraße im Westen und Elbchaussee im Süden.

## Wandlung zum Industriestandort
Im Jahre 1853 wurde zwischen Ottensen und Altona eine Zollgrenze festgelegt, die entlang der späteren Haubachstraße verlief.
Als Folge des Deutsch-Dänischen Kriegs (1864) wurde Ottensen 1866 Teil der preußischen Provinz Schleswig-Holstein.
In der Folge entwickelte sich Ottensen zu einem bedeutenden Industriestandort Norddeutschlands, nicht zuletzt, weil es seit 1867 im Wirtschaftsgebiet des Deutschen Zollvereins lag, Altona und Hamburg jedoch nicht. Innerhalb von 60 Jahren stieg die Einwohnerzahl um das Sechzehnfache an: Wohnten 1840 noch 2.411 Einwohner in Ottensen, waren es 1900 bereits 37.738. Von der Zollgrenze zu Altona profitierte auch Bahrenfeld.

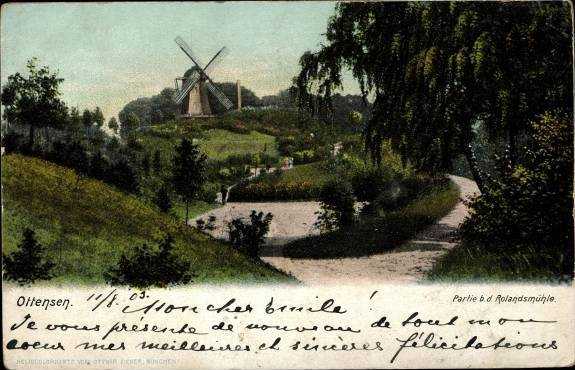
Rolandsmühle um 1900

Im 19. Jahrhundert wurde Ottensen zum Industriestandort. Zahlreiche Fabriken entstanden in der Zeit der Industrialisierung. 1898 nahm die Ottensener Industriebahn ihren Betrieb auf, bis 1945 entstand dazu ein ausgedehntes Schienennetz auf den Ottensener Straßen mit zuletzt ca. 70 bis 80 Anschlussstellen. Ottensener Betriebe wie Zeise, Menck & Hambrock und das Gewerbegebiet Bahrenfeld erhielten einen Anschluss an das Eisenbahnnetz. Sielbaumaßnahmen erzwangen ab 1977 jedoch zunehmend die Entfernung der in die Straßen eingelassenen Schienen. Teilweise wurden die betroffenen Anschlüsse noch vom Übergabebahnhof Borselstraße aus mit Straßenrollern bedient. Durch den Wegfall der größeren Industriebetriebe im südlichen Ottensen wurde der Bahn jedoch generell die Existenzgrundlage genommen und zum 30. September 1981 die Stilllegung durchgeführt.
Ab 1867 bildeten die Stadt Altona sowie Ottensen und das diesem zuvor angegliederte Neumühlen den Stadtkreis Altona. Aus Ottensen und Neumühlen wurde am 25. Oktober 1871 die Stadt Ottensen per kaiserlichem Erlass gebildet. Nachdem 1888 Altona und Hamburg dem Zollgebiet des Deutschen Reiches beitraten, fielen die Zollvorteile für Ottensen weg. Die Stadtverwaltung sah sich gezwungen, sich Altona anzuschließen und wurde am 1. Juli 1889 in die Stadt Altona eingemeindet. Diese wurde 1938, mit dem Ende der Altonaer Selbständigkeit, Teil der neuen Einheitsgemeinde Hansestadt Hamburg.
Die Stadt Ottensen und auch der Altonaer Stadtteil Ottensen wurde von den Straßen Museumstraße, Präsident-Krahn-Straße, Harkortstraße, Kieler Straße im Osten, Rangierbahnhof Langenfelde, Am Winsberg und Rondenbarg im Norden und Bornkampsweg, Mendelsohnstraße, Woyrschweg, Friesenweg, Griegstraße, Bernadottestraße, Hohenzollernring im Westen umfasst.
Das Groß-Hamburg-Gesetz von 1937 schuf völlig neue Verwaltungsgrenzen. Die 10 Hamburger Kreise (heute 7 Bezirke) waren in 110 Bezirke (heute 104 Stadtteile) mit insgesamt 178 Ortsteilen unterteilt. Die neuen Ortsteile entsprachen dem Sitz der NSDAP-Ortsgruppen. Ottensen wurde in 5 Ortsteile aufgeteilt, verlor den nördlichen Ortsteil Bornkamp an den militärisch geprägten Bezirk Bahrenfeld und bestand nun aus den vier Ortsteilen Koch Büddig im Westen (heute Rathenaupark), Lobusch im Süden, Trommer im Zentrum (heute Friedensallee) und Schlageter im Norden (heute Stresemannstraße, vormals Karl Marx Straße bzw. Kreuzweg). Besonders symbolhaft und provokant hierbei war die Benennung der drei linksgerichteten Arbeiter-Ortsteile nach sogenannten „Blutzeugen der Bewegung“.
Durch die Bezirksverwaltungsreform von 1949 bis 1951, die die Stadtteilgrenzen von Bahrenfeld, Ottensen und Altona-Nord dem Verlauf der Eisenbahngleise anpasste, verlor Ottensen dann auch noch das Gebiet nördlich des Bahndamms.

## Ortsbezeichnungen
Ottensen ist seit den 1870er Jahren auch unter dem Namen Mottenburg verbreitet geläufig. Über die Entstehung dieses Namens existierten mehrere Varianten. Häufig wird dargestellt, dass Ottensen Standort mehrerer Industrie-, insbesondere Glasbläsereibetriebe war und zugleich ungesunde Wohnverhältnisse hatte. Die durchschnittliche Lebenserwartung eines Glasarbeiters lag bei 35 Jahren, die eines Glasschleifers bei 33 Jahren. Diese Arbeiter litten unter der verbreiteten Berufskrankheit Tuberkulose, die umgangssprachlich „die Motten“ genannt wurde: man hatte Löcher in der Lunge, wie ein von Motten zerfressenes Stück Stoff. Daraus leite sich die Bezeichnung „Mottenburger“ für die Ottenser ab.
Eine andere Variante hängt mit der Gesangsposse Die Mottenburger zusammen, die der Kladderadatsch-Begründer David Kalisch Ende 1867 schrieb. Er karikierte darin den als besonders korrupt geltenden Oberbürgermeister Charlottenburgs (seit 1920 Berliner Ortsteil), verlegte die Handlung jedoch ins fiktive Mottenburg – der erste schriftliche Hinweis auf dieses Wort. Das Lied über den „Tyrann von Mottenburg“ fand in Ottensen bald Anwendung auf den damaligen Polizeipräfekten, das Stück selbst wurde in der Spielzeit 1868/69 am Hamburger Thalia Theater aufgeführt. Die karikierten Verhältnisse darin erinnerten viele an die Kämpfe um Posten in der Verwaltung, die sich im Zuge der Stadtwerdung Ottensens 1871 abspielten.
Weitere Ursprünge könnten die damaligen Tuch- und Pelzlager in der Holländischen Reihe und die dort auftretenden Motten oder eine schlichte mittelalterliche Verballhornung des Namens Ottensen sein. Beide Varianten werden aber als weniger wahrscheinlich angenommen.
Am 25. Juli 1950 wurde mit der Umbenennung der Hörmannstraße in Mottenburger Straße der Name im Stadtteil sichtbar verankert. Am 19. Januar 1976 kam noch die Mottenburger Twiete als weiterer Straßenname hinzu. Das in unmittelbarer Nähe gelegene, ebenfalls 1976 eröffnete Zentrum für stadtteilbezogene Kultur- und Sozialarbeit heißt in Anlehnung daran „Die Motte“.

## Jüngste Entwicklung
In den 1960er Jahren wurde die Ottenser Industrie zunehmend verlagert und Firmen meldeten Insolvenz an. Investitionen in neue Projekte, die die alten Wirtschaftsgrundlagen hätten ersetzen können, blieben aus. Durch diesen Strukturwandel erlebte der Stadtteil einen Niedergang und die Bevölkerungszahl sank, bis sich in den 1980er Jahren erstmals eine Trendwende ergab. Der Stadtteil erfuhr eine deutliche Aufwertung (Gentrifizierung): Ottensen wandelte sich vom rebellischen, multikulturellen Einwandererviertel der 1970er Jahre zum Szenestadtteil der 1980er und in den 2000er Jahren zum eher gediegenen, aber immer noch kulturell vielfältigen Stadtzentrum mit attraktiven Einkaufsmöglichkeiten. Viele alte Häuser wurden saniert und die Wohnungen sehr begehrt, statt WGs zogen mehrheitlich Mittelschichtsfamilien und Akademiker zu. Auch das Shopping- und Nachtleben hat sich in den letzten Jahren sehr gewandelt und ist zu einem Publikumsmagneten geworden, so dass jetzt Besucher aus anderen Stadtteilen Hamburgs kommen. 

## Statistik
(Quelle: )
- Anteil der unter 18-Jährigen: 14,7 % (Hamburger Durchschnitt: 16,8 % (Dezember 2023))
- Anteil der über 64-Jährigen: 15,5 % (Hamburger Durchschnitt: 17,8 % (Dezember 2023))
- Ausländeranteil: 13,6 % (Hamburger Durchschnitt: 20,7 % (Dezember 2023))
- Arbeitslosenquote: 5,1 % (Hamburger Durchschnitt: 6,2 % (Dezember 2023))

Das durchschnittliche Einkommen je Steuerpflichtigen beträgt in Ottensen 51.131 Euro jährlich (2020), der Hamburger Gesamtdurchschnitt liegt bei 48.035 Euro.

## Politik
Bei den Wahlen zur Hamburgischen Bürgerschaft gehört Ottensen zum Wahlkreis Altona. Ergebnisse der Wahlen zur Hamburgischen Bürgerschaft:
|      | Grüne 1) | SPD    | Linke 2) | CDU    | AfD    | FDP    | Sonstige  |
| 2025 | 32,2 %   | 25,8 % | 22,0 %   | 08,7 % | 02,6 % | 01,7 % | 07,3 %    |
| 2020 | 38,1 %   | 26,0 % | 20,3 %   | 04,2 % | 01,7 % | 02,4 % | 07,3 %    |
| 2015 | 25,9 %   | 37,7 % | 19,7 %   | 05,4 % | 01,8 % | 04,3 % | 05,2 %    |
| 2011 | 20,5 %   | 48,6 % | 12,9 %   | 07,8 % | –      | 03,3 % | 07,0 %    |
| 2008 | 21,6 %   | 40,4 % | 10,6 %   | 22,1 % | –      | 02,8 % | 02,5 %    |
| 2004 | 32,6 %   | 32,3 % | –        | 25,3 % | –      | 01,9 % | 07,8 %    |
| 2001 | 22,2 %   | 39,7 % | 00,7 %   | 14,5 % | –      | 03,4 % | 19,5 % 3) |
| 1997 | 31,1 %   | 33,4 % | –        | 19,1 % | –      | 02,5 % | 13,9 %    |
| 1993 | 28,4 %   | 38,3 % | –        | 15,5 % | –      | 03,0 % | 14,8 %    |

Bei den Wahlen der Bezirksversammlung bildet der Stadtteil den gleichnamigen Wahlkreis Ottensen. Bei Bundestagswahlen zählt Ottensen zum Bundestagswahlkreis Hamburg-Altona.

## Kultur und Sehenswürdigkeiten

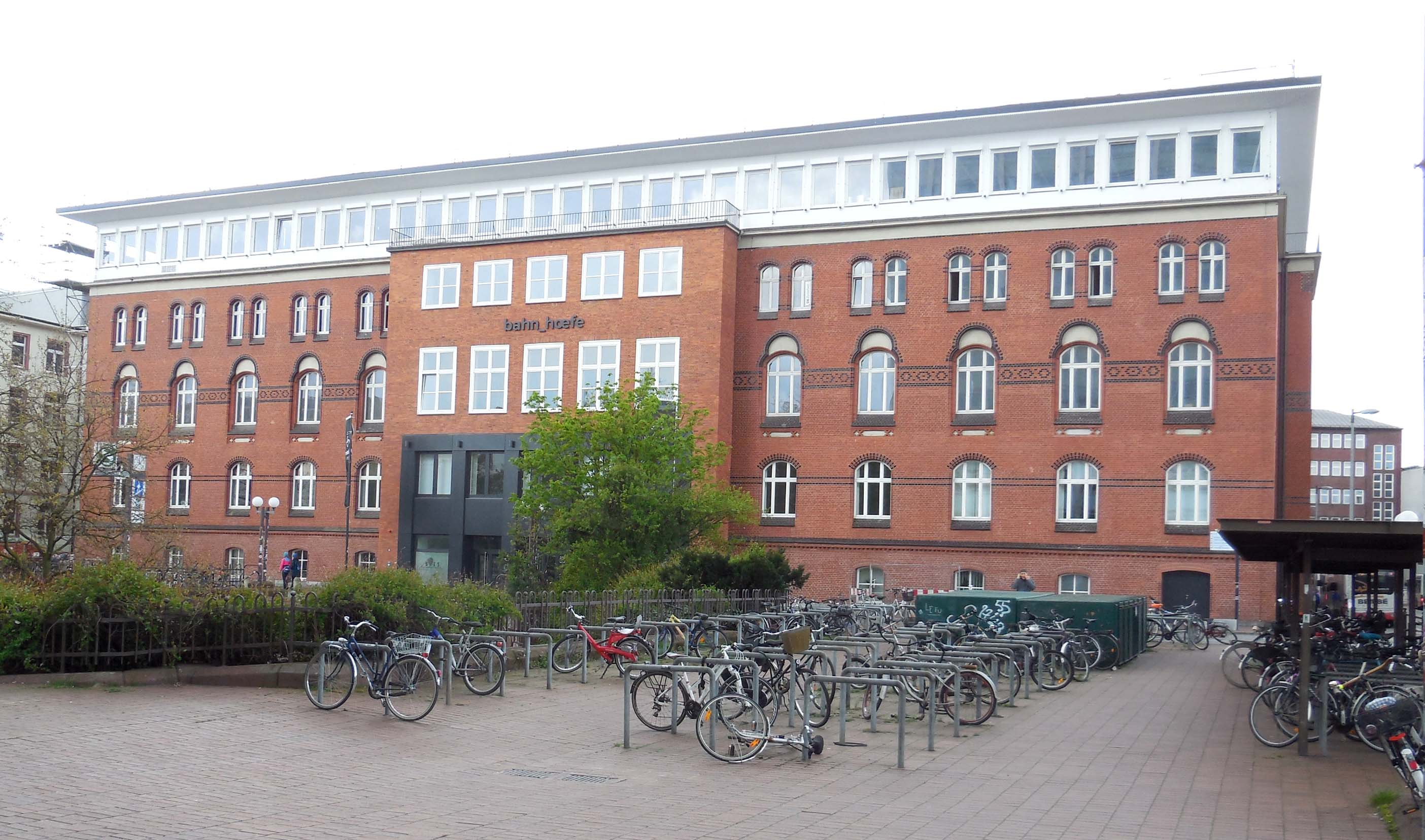
Ehemaliges Eisenbahn-Direktionsgebäude an der Museumstraße

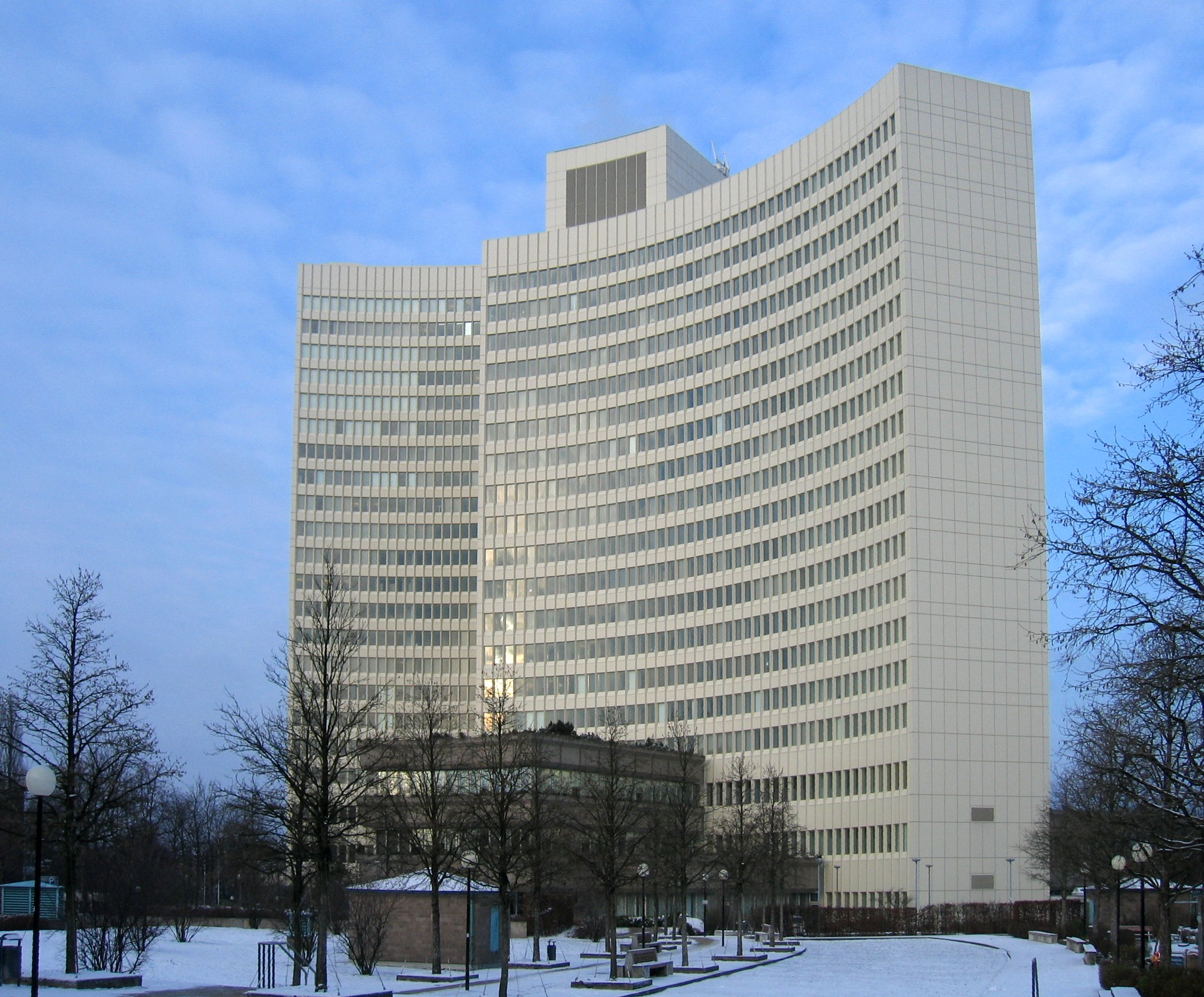
Euler-Hermes-Hochhaus

### Bauwerke
- Gebäude der ehemaligen Königlichen Eisenbahndirektion Altona und deren Rechtsnachfolger an der Kaiserstraße (heute Museumstraße), fertiggestellt am 16. Oktober 1895.[16]
- Das von den Architekten Raabe & Wöhlecke entworfene Lankenaustift.
- Das vom Altonaer Bausenator Gustav Oelsner im Bauhausstil entworfene Berufsschulzentrum (dessen Aula als Altonaer Theater genutzt wird) und
- das Altonaer Museum, beide am Platz der Republik.
- Die Christianskirche: Auf dem angrenzenden Kirchhof liegt der deutsche Dichter Klopstock begraben.
- Das 22-geschossige Euler-Hermes-Bürohochhaus mit einem markant gerundeten Baukörper in der Nähe des S-Bahnhofs Bahrenfeld (erbaut 1977–1981; Architekt: Titus Felixmüller). Es wurde 2022 abgerissen und durch einen Neubau nördlich der S-Bahn ersetzt.[17]
- Die von dem Otzen-Schüler Fernando Lorenzen 1898 errichtete Kreuzkirche.
- Das unter Mitwirkung von Friedensreich Hundertwasser gestaltete Stadtcafé Ottensen an der Behringstraße (Nach Umbau und zwischenzeitlicher Wiedereröffnung seit 1. Januar 2019 geschlossen).
- An der Ecke Nöltingstraße / Am Born wurde ein alter Bagger der 1868 in Ottensen gegründeten Firma Menck & Hambrock aufgestellt, der als „Menckmal“ an die bedeutende metallindustrielle Vergangenheit Ottensens erinnert; vergleichbare Denkmäler der Industriegeschichte finden sich im Eingangsbereich zu den Zeise Kinos an der Friedensallee (Schiffsschraube) und über dem Einlass in das Veranstaltungszentrum Fabrik an der Barnerstraße (Lastkran).
- In der ehemaligen Drahtstiftefabrik Feldtmann (Zeißstraße 28) befindet sich seit 1987 das Stadtteilarchiv Ottensen.
- Die Osterkirche.
- Der Friedhof Bernadottestraße.

### Theater
- Das Altonaer Theater in der Museumstraße 17 neben dem Altonaer Museum hat sich auf die Inszenierung von klassischer bis moderner Literatur spezialisiert. Bücher wie Die Vermessung der Welt oder Herr Lehmann werden auf die Bühne gebracht.
- In der Gaußstraße befindet sich die Spielstätte „Gauss“ des Thalia Theaters.
- Monsun-Theater in der Friedensallee
- Das Hoftheater Ottensen / Kindertheater Wackelzahn befindet sich im Hinterhof der Abbestraße und hat sich auf Inszenierungen von Märchen und Präventionstheater spezialisiert.

### Kinos
- Lichtmeß-Kino
- Zeise Kinos

## Wirtschaft und Verkehr

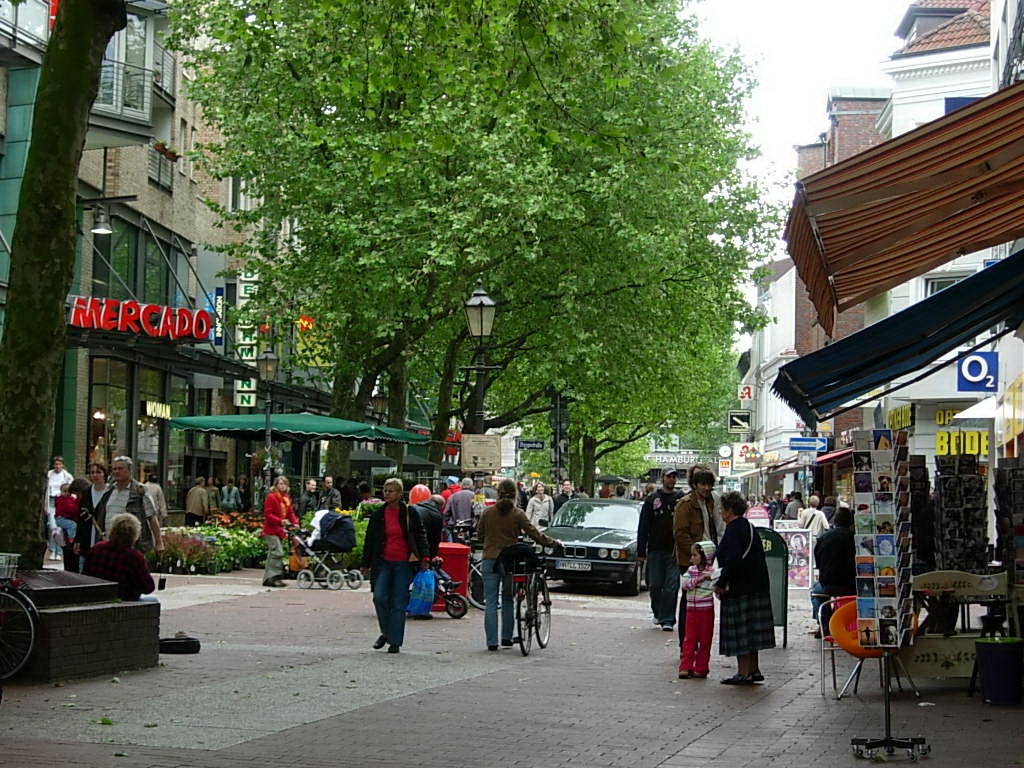
Der bahnhofsnahe Teil der Ottenser Hauptstraße

Im Jahr 2022 betrug die Arbeitslosenquote 4,7 %. Ottensen verfügt über 2.424 Wohngebäude. Die durchschnittliche Größe einer Wohnung beträgt 70,6 m², die Wohnfläche je Einwohner 39,6 m². Der Anteil an Sozialwohnungen in Ottensen liegt bei 3,2 % (637 Einheiten).

### Mercado
Das Mercado (spanischer Begriff für Markt/Wochenmarkt) ist ein Einkaufszentrum im Besitz der Union Investment.

Inklusive des Untergeschosses und der zuoberst gelegenen Parkplatzfläche hat das Gebäude fünf übereinanderliegende Ebenen. Auf der ebenerdigen Zugangsfläche befinden sich mittig auf einer Fläche von 900 m² etwa 30 fest installierte Stände die zusammen einen Wochenmarkt-Charakter haben. Um diese Anlage herum sind sich auf einer Fläche von insgesamt 23.000 m² etwa 40 weitere Geschäfte und Restaurantbetriebe. Das Mercado wurde am 5. Oktober 1995 eröffnet. Drei Jahre später wurde darin eine öffentliche Bücherhalle auf einer Fläche von 1.200 m² eingerichtet.

### Alter jüdischer Friedhof

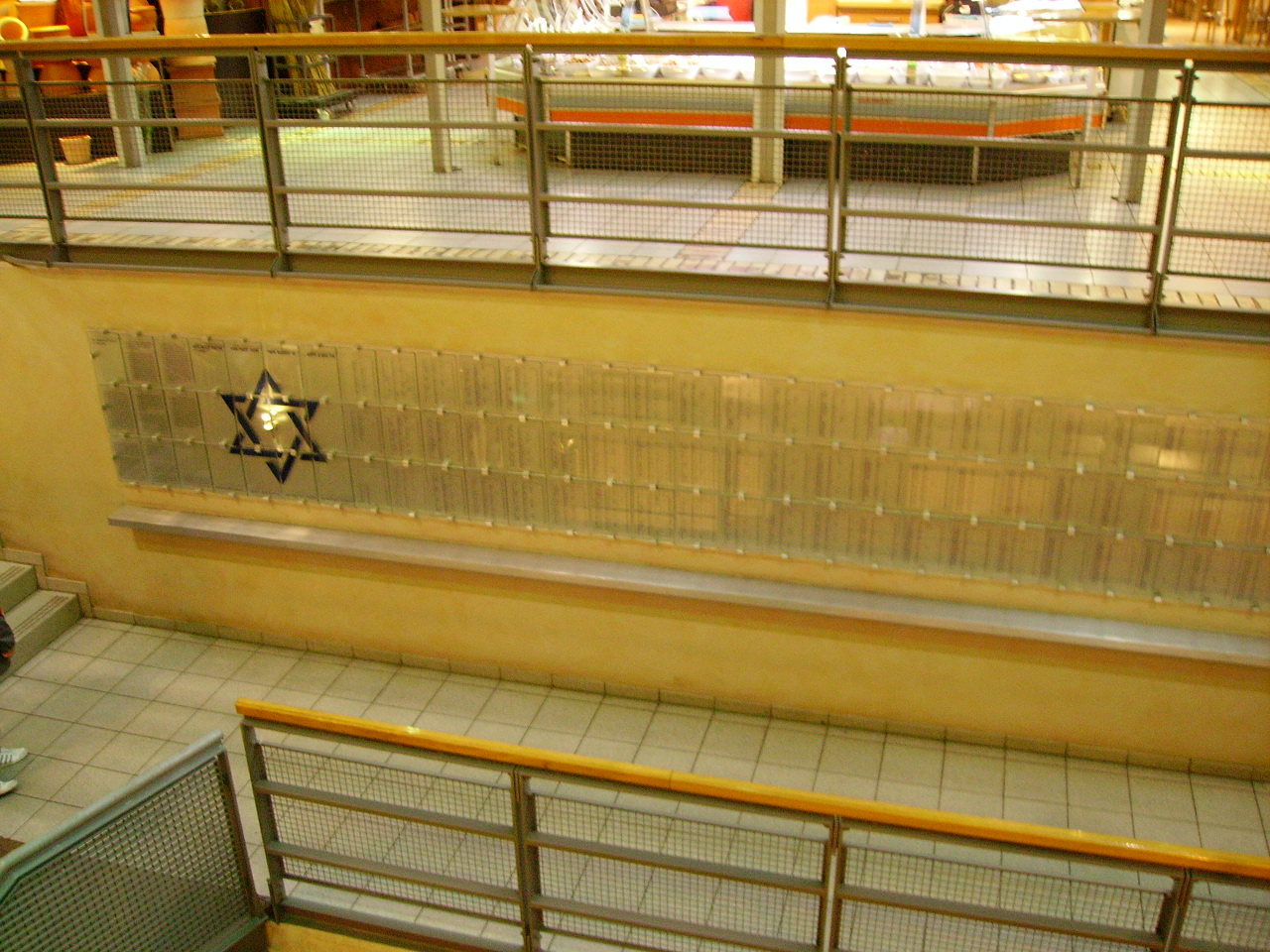
Gedenktafeln im Untergeschoss für die hier vormals bestatteten Toten

Bei den Ausschachtungsarbeiten für das Mercado kam es Ende 1991 und 1992 zu Protesten strenggläubiger Juden unter Führung der Atra Kadisha, die sich für die Erhaltung jüdischer Friedhöfe einsetzt. Seit 1663 hatte hier ein jüdischer Friedhof bestanden, die letzte Beisetzung 1934 stattgefunden. Im Zweiten Weltkrieg hatte sich der Nazi-Staat des Geländes bemächtigt und darauf 1939 und 1942 zwei Luftschutzbunker errichtet. Grabsteine und Gebeine, auf die man während des Baus stieß, waren auf den Jüdischen Friedhof Ohlsdorf umgebettet worden, darunter das Grab des Bankiers Salomon Heine, des Onkels von Heinrich Heine. Da eine Wiederherstellung des Friedhofs nach dem Krieg unmöglich schien, war das Gelände nach einem Rückerstattungsverfahren 1950 von der Jewish Trust Corporation und der Jüdischen Gemeinde an den Hertie-Konzern verkauft worden, der dort 1952/53 ein Kaufhaus errichtete.
1988 wurde das Gelände abermals verkauft und das Kaufhaus später abgerissen. Atra Kadisha brachte nun die Bauarbeiten zum Stillstand und forderte die Rückgabe des Geländes an die jüdische Gemeinde: ein jüdischer Friedhof sei unantastbar. Der von den Beteiligten als Gutachter zugezogene Jerusalemer Oberrabbiner Itzchak Kolitz entschied, das Erdreich müsse unangetastet bleiben, wo noch Gräber und Gebeine vorhanden oder zu vermuten seien; diese seien durch eine Betonplatte zu schützen, auf der gebaut werden könne. So wurde unter fortdauernder rabbinischer Baubeaufsichtigung verfahren. Die geplante Tiefgarage wurde nicht ausgeführt; stattdessen wurden 400 Stellplätze auf dem Dach geschaffen. Gedenktafeln am Treppenabgang informieren über die Geschichte des Jüdischen Friedhofs Ottensen, nennen die Namen von insgesamt 4.500 dort bestatteten Toten und lassen Raum für weitere Namen, die künftig noch ermittelt werden könnten.

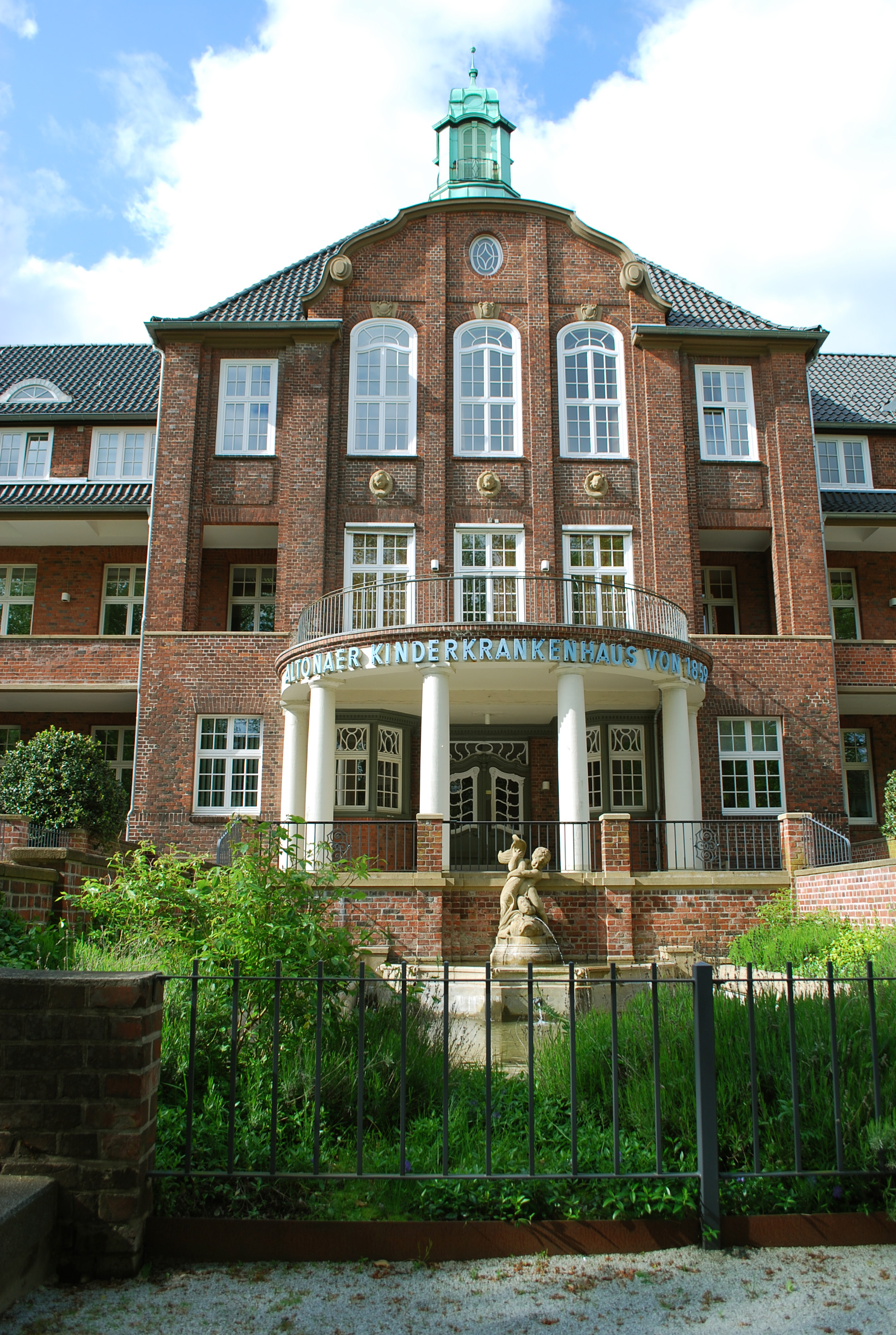
Kinderkrankenhaus Altona (2016)

### Ansässige Unternehmen
- Berufsgenossenschaft Verkehrswirtschaft Post-Logistik Telekommunikation, ehemalige Berufsgenossenschaft für Fahrzeughaltungen
- Carlsen Verlag
- DB Services Nord GmbH und andere DB-Dienststellen, DWI Grundbesitz im Gebäude der vormaligen Eisenbahndirektion Altona
- Hörbuch Hamburg Verlag
- Kolbenschmidt (2010 geschlossen)
- Reederei Leonhardt & Blumberg
- Scholz & Friends
- SinnerSchrader AG
- Theodor Zeise Schiffsschraubenfabrik (1868–1979)

### Verkehrskonzepte
Nachdem der Verkehrsversuch Ottensen macht Platz vom Verwaltungsgericht Hamburg beanstandet worden war, beschloss die Bezirksversammlung Altona am 25. Mai 2022 das Verkehrskonzept „freiRaum Ottensen - das autoarme Quartier“.

## Öffentliche Einrichtungen

### Krankenhäuser

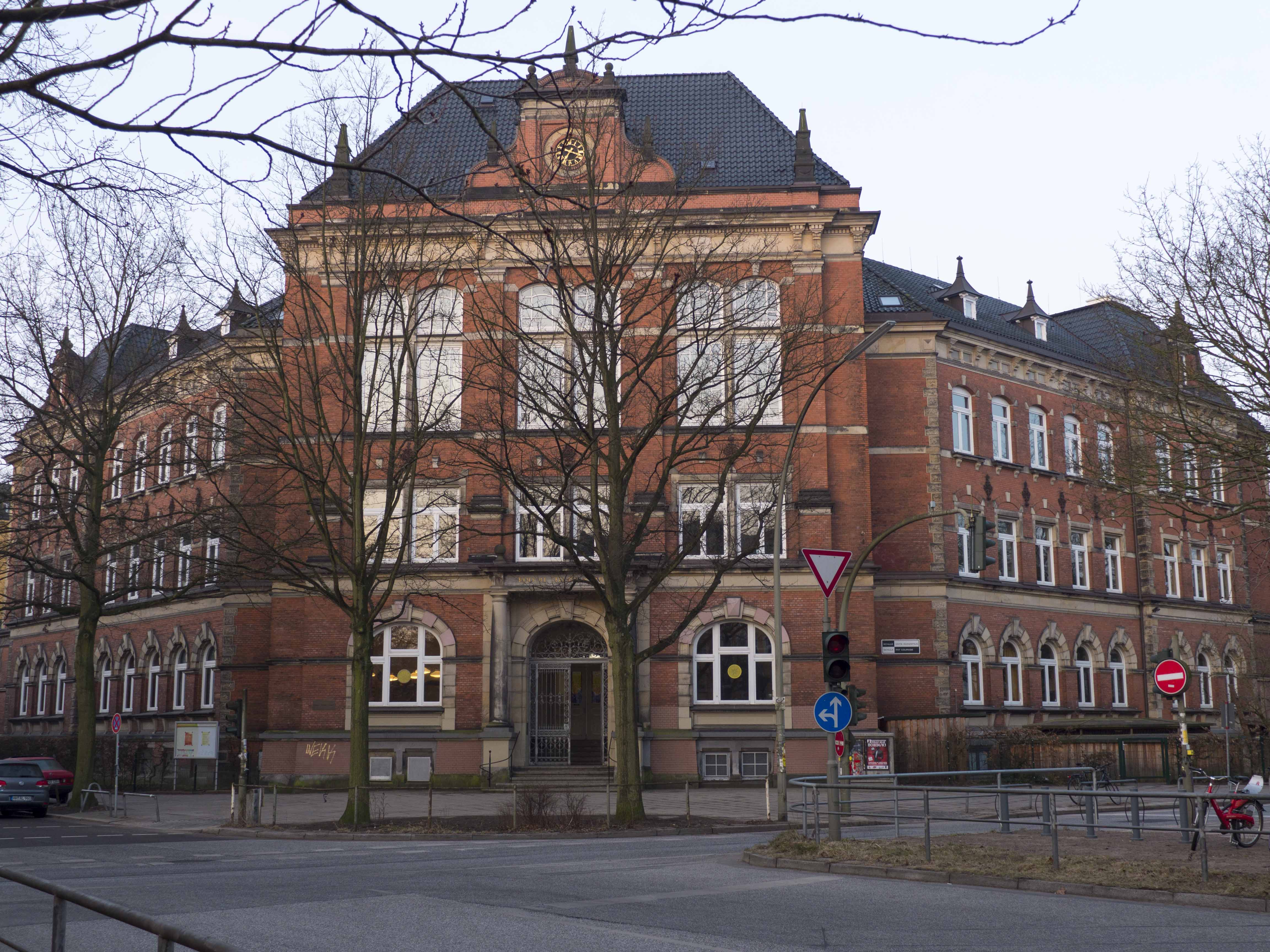
Rudolf-Steiner-Schule Altona

Das Altonaer Kinderkrankenhaus wurde lange ausschließlich vom „Verein Altonaer Kinderkrankenhaus von 1859 e. V.“ getragen, seit 2006 gehört es zum Universitätsklinikum Hamburg-Eppendorf.

### Bildung
Ottensen verfügt über 35 Kindergärten.
- Grundschulen: Schule Bahrenfelder Straße, Schule Rothestraße, Bugenhagenschule Ottensen
- Staatliche Gewerbeschule Energietechnik (G10)

Im Jahr 2021 besuchten insgesamt 1.635 Schülern folgende weiterführende Schulen:
- Stadtteilschulen: Max-Brauer-Schule, Rudolf-Steiner-Schule Altona
- Gymnasium Altona

## Veranstaltungen
Zu den regelmäßigen Veranstaltungen in Ottensen gehört die altonale, ein zweiwöchiges Kultur- und Straßenfest mit bis zu 600.000 Besuchern.

## Persönlichkeiten

### Söhne und Töchter der Stadt
- Max Brauer (1887–1973), sozialdemokratischer Oberbürgermeister von Altona/Elbe und später Erster Bürgermeister von Hamburg
- Hans Bunge-Ottensen (1899–1983), Maler, Buchkünstler und Schnitzer
- Eric Maxim Choupo-Moting (* 1989), deutsch-kamerunischer Fußballspieler
- Fritz Eisenhuth (1912–1991),  Agrarwissenschaftler und Hochschullehrer
- Otto Ernst (1862–1926), Schriftsteller
- Carl Günther (1885–1958), Opernsänger
- Otto Kähler (1875–1955), Rechtsanwalt, Notar und Rechtshistoriker
- August Kirch (1879–1959), Altonaer Senator bis 1933 und Bezirksamtsleiter ab 1945
- Walter Koch (1875–1915), Maler, Grafiker und Innenarchitekt
- Brutus Molkenbuhr (1881–1959), Soldatenrat der Novemberrevolution
- Emil Puls (1877–1941), Fotograf
- Johann Rist (1607–1667), Prediger und Barockdichter
- Albrecht Roscher (1836–1860), Ostafrikaforscher
- Tanja Rübcke (* 1969), Schauspielerin und Musicaldarstellerin
- F. C. S. Schiller (1864–1937), Philosoph
- Alma Wartenberg (1871–1928), sozialdemokratische Politikerin und Frauenrechtlerin
- Max Weiss (1884–1954), Maler und Grafiker

### Mit Ottensen verbunden
- Fatih Akin (* 1973), Filmregisseur, dreht Teile seiner Filme häufig in Ottensen und lebt auch dort.
- Sebastian Bezzel (* 1971), deutscher Schauspieler, lebt in Ottensen[25]
- Wolf Biermann (* 1936), Liedermacher, lebt in Ottensen
- Moritz Bleibtreu (* 1971), Schauspieler, lebte bis 2008 in Ottensen
- Adam Bousdoukos (* 1974), deutscher Schauspieler griechischer Abstammung, besaß fast zehn Jahre lang das Restaurant Sotiris in Ottensen.
- Mathieu Carrière (* 1950), Schauspieler, lebt seit 2015 in einer Wohngemeinschaft in Ottensen
- Bülent Çelebi (* 1976), deutscher Musiker und Schauspieler
- Roger Cicero (1970–2016), Musiker, lebte lange in Ottensen
- Jan Delay (* 1976), deutscher Musiker, lebt in Ottensen
- Yared Dibaba (* 1969) ein deutscher Schauspieler, Moderator, Entertainer, Autor und Sänger, lebt in Ottensen
- Fabius (* 1966), Schauspieler, Sänger, Musikproduzent, lebt seit fast 10 Jahren in Ottensen (eingetragen im Mai 2010)
- Peter Franke (* 1941), Schauspieler, lebt in Ottensen
- Steven Gätjen (* 1972), deutsch-amerikanischer Moderator, lebt in Ottensen[26]
- Johanna Christine Gehlen (* 1970), deutsche Schauspielerin, lebt in Ottensen[27]
- Steffen Hallaschka (* 1971), deutscher Hörfunk- und Fernsehmoderator, lebt in Ottensen
- Karl-Heinz von Hassel (1939–2016), Schauspieler, lebte in Ottensen
- Boris Herrmann (* 1981), deutscher Berufs-Segelsportler, lebte in Ottensen[28]
- Hannelore Hoger (1942–2024), Schauspielerin, lebte zuletzt in Ottensen
- Fritz Honka (1935–1998), Serienmörder, lebte lange in Ottensen und beging dort seine Morde
- Sibel Kekilli (* 1980), deutsche Schauspielerin, lebt in Ottensen
- Simone Klages (* 1956), Kinderbuchautorin und Illustratorin, lebt und arbeitet in Ottensen
- Friedrich Gottlieb Klopstock (1724–1803), deutscher Dichter, in Ottensen beigesetzt
- Nanette Lehmann (1920–1999), Künstlerin, lebte eine Zeit lang in Ottensen
- Peter Lohmeyer (* 1962), Schauspieler, lebt in Ottensen
- Nina Petri (* 1963), Schauspielerin, lebt in Ottensen
- Bill Ramsey (1931–2021), Musiker, lebte ab 1991 in Ottensen
- Felix von Sassen (* 1979), deutscher Schauspieler, lebt in Ottensen
- Saša Stanišić (* 1978), aus Bosnien und Herzegowina stammender deutschsprachiger Schriftsteller[29]
- Oliver Tolmein (* 1961), Journalist und Rechtsanwalt, lebt und arbeitet in Ottensen.
- Sarah Wiener (* 1962), Fernsehköchin und Buchautorin, lebt in Ottensen
- Johannes Wimmer (* 1983), deutscher Mediziner und Fernsehmoderator[30]
- Tine Wittler (* 1973), Autorin, die in Ottensen lebt und auch ihre Romane dort spielen lässt
- Joachim Wolff (1920–2000), Schauspieler, lebte in Ottensen

### Bürgermeister
- 1870–1873: F. J. C. Jürgens, Ortsvorsteher
- 1874–1884: Bleick Matthias Bleicken, Bürgermeister
- 1884–1885: ?
- 1886–1889: Georg Wilhelm Harmsen, Bürgermeister

## Sport
Der Fußballverein FC Teutonia 05 Ottensen schaffte im Jahre 2017 den Aufstieg in die Oberliga Hamburg, die fünfthöchste Spielklasse, und spielt seit der Saison 2020/21 in der vierten Spielklasse, der Regionalliga Nord.
Heimspielstätte des Vereins ist der Gottfried-Tönsfeldt-Platz (auch Sportplatz Kreuzkirche genannt) in Hamburg-Ottensen mit ca. 1000 Plätzen. Um die Anforderungen der Regionalliga zu erfüllen, wechselte der Verein jedoch nach dem Aufstieg 2020 in das Stadion Hoheluft (8000 Plätze) nach Hamburg-Eppendorf.
Im Westen Ottensens liegt zudem die Adolf-Jäger-Kampfbahn, die seit 1909 Spielstätte des traditionsreichen und 2020/21 ebenfalls in der vierten Liga antretenden Vereins Altona 93 ist.
Der SC Ottensen ist im Stadtteil im Basketball bedeutsam.
TuS Ottensen von 1893 ist einer der ältesten Vereine von Ottensen.
An der Westseite des Altonaer Rathauses befanden sich kurzzeitig Tennisplätze.